# ワルキューレの騎行
「ワルキューレの騎行」、「ヴァルキューレの騎行」（ドイツ語: Ritt der Walküren、ドイツ語: Walkürenritt）は、リヒャルト・ワーグナーの楽劇四部作『ニーベルングの指環』の第2部『ワルキューレ』第3幕冒頭で使用される楽曲。
『ニーベルングの指環』で使用される楽曲の中で最も有名な、代表的な旋律であり、コンサートなどで単独で演奏されることも多い。
フランシス・フォード・コッポラ監督の映画作品『地獄の黙示録』（1979年）において、ヘリコプター搭載のスピーカーから本曲をBGMとして流しながら、ベトナムの村落を攻撃するシーンで知られるようになった。特に日本では本曲の知名度が高く、本曲が使用されている第2部『ワルキューレ』の人気も高い。

## 解説
ワルキューレとは、北欧神話においては、神々の住まう城の警備をさせるために戦場で死んだ戦士たちの亡骸を天馬に乗せて回収する9人の姉妹、いわば女死神である。本曲は、この姉妹たちのテーマ曲である。
映画『地獄の黙示録』において、コッポラ監督は攻撃用ヘリコプターをワルキューレたちの乗る天馬に見立て、20世紀の戦場における死神として描いている。
金管楽器は「ワルキューレのモチーフ」を反復し、木管楽器が入れ替わりながら16分音符で絡み合う。木管による16分音符は、天駆けるワルキューレたちが風を切る音と解釈される。弦楽器によるアルペッジョは上昇下降を繰り返し、こちらも高速で空中を上下するワルキューレたちの動きと解釈できる。重構造となっている音楽により、物語の中の人物や事象の状態を描き出すのは、ワーグナーの作曲技法のスタイルを象徴している。
基軸となる調性はロ短調であり、響きにくく暗い雰囲気を醸し出す調とされる。例えば、ヨハン・ゼバスティアン・バッハの「ミサ曲 ロ短調」、フランツ・シューベルトの「交響曲第7番《未完成》」、ピョートル・チャイコフスキーの「交響曲第6番《悲愴》」などが、ロ短調で書かれている。エネルギッシュな音楽を奏でさせる本曲は、ロ短調の取り扱い方としてはある意味、斬新と言える。「活発に」との指示が記されたオーケストラのみの前奏は44小節で、舞台はそのまま第1場が開始される。

## エピソード
- RACファウンデーション（英語版）（イギリス）の調査によれば、本曲は「ドライブ中に聞く音楽で、最も危険な曲」とのことである[7]。この調査によれば、1分間あたり60ビートを超えるハイテンポの楽曲を90デシベル以上のボリュームで聞くと、ドライバーの心臓の動悸が早くなって血圧があがり、危険回避の動作が約20パーセント遅れるとのこと[7]。
- 宮﨑駿監督のアニメ映画作品『崖の上のポニョ』のタイトルロールであるポニョの本名はブリュンヒルデであるが、ブリュンヒルデはワルキューレ姉妹の長女の名前である[4]。また。ポニョの制作中、宮崎はしばしば『ニーベルングの指環』の音楽を大音量で流しながら作業していたことがスタジオジブリの公式サイトで紹介されている[4]。